# Стрелци (област Пловдив)
Вижте пояснителната страница за други значения на Стрелци.
Стрелци е село в Южна България. То се намира в община Брезово, област Пловдив.

## География
Намира се на 39 км от центъра на Пловдив. Селото е разположено в подножието на Сърнена Гора . 

## История
До 1934 година селището е носило името Кадършикли или Кадършик.

## Религии
Основната религия на населението е християнско.
Черквата в селото е посветена на свети цар Борис-Михаил Покръстител и отбелязва празника си на 2-ри май. Селото е част от Пловдивска епархия на Българската православна църква.

## Обществени институции
Училището (ОУ „Св. св. Кирил и Методий“) е създадено през 1878 година.
По данни, събрани от разкази и спомени на учители и ученици и потвърдени от историческа справка, съхранявана в Окръжен държавен архив в гр. Пловдив под номер 593, училището е създадено през 1878 година и през 2008 година навършва 130 години от своето съществуване. Неслучайно първите демократични преобразования за българите в пределите на Османската империя са свързани с просветното дело. Старите килийни училища при черквите и манастирите, които векове съхраняват българската книжовна традиция, са изиграли своята роля и вече не могат да задоволят нарасналите нужди на възрожденеца. Българското Възраждане е съхранило в народната памет имената и делото на Петър Берон, Васил Априлов, Никола Палаузов, Найден Геров, Неофит Рилски – книжовници и учители, поставили началото на модерното образование. В духа на тази традиция непосредствено след Освобождението от османска власт със заселването и изграждането на село Стрелци (бивше Кадършик) местното население, ръководено от силни патриотични чувства, наред с другите обществени актове създава и свое огнище за наука. Първото училище в с. Стрелци е открито през есента на 1878 г. от Вълю Стоянов, преселник от с. Суютчук. За училищна сграда се е използвала и стара турска джамия. На следващата година за училище се приспособява притвора на новопостроената през 1879 г. църква, която след известен ремонт е изгубила първоначалния си вид. Продължително време за учебни цели е използвана и старата сграда на общината, намираща се в съседство с църквата, която е разрушена. Двадесет години по-късно през 1898 г. е построена училищна сграда, която след ремонт през 1928 г. е използвана до 1962 г. През този период са учителствали Ганчо Диев, Здравко Славов, Константинова, Стефан Коев, Станчо Генов и по-късно Александър Пеев, Иван Танев, Стою Василев, Ангелина Стоева, Недялка Нанева, г-жа Казанджиева, Надежда Тодорова, Петко Витковски, Христо Чуненски, Констадина Витковска, Ивана Витковска, Иван Тодоров, Невин Матеев и др. От 1904 г. до 1929 г. е учителствал Наню Николов, който е основател на селското читалище и кооперация. В годините след Освобождението от османско владичество в селото са работили: Лазар Минев от с. Ръжево Конаре, Стоян Стоев от с. Розовец, Петър Ангелов от гр. Свищов, Васил Кантарджиев и Никола Кибарски от с. Борец, Стефан Гайтанджиев от гр. София, който за прогресивни идеи е бил прогонен от селото. По-късно поради недостиг на учебни помещения била отчуждена къщата на дядо Дончо с две стаи, която носеше името „Дядо Дончовото училище“. През 1921 г. била открита и прогимназията, която дълги години е била районна за близките до Стрелци села. Учениците са били настанявани на квартира в селото. Първият директор е бил Добри Василев, след него Александър Пеев и Христина Димитрова. През 1930 г. за директор е назначен Стойо Василев Стоев, учителският колектив е бил от 9 души – 6 начални и 3 прогимназиални учители. Училището са посещавали 345 ученици. Тогава е организирана училищна кооперация за доставка на книги и пособия. През 1943 г. поради бомбардировките учебните занятия са преустановени през втория учебен срок. С изменение на Правилника за просвета (бр. 51 на ДВ-1944 г.) срочните оценки се утвърждават като годишни, а седмокласниците завършват без матура. Непосредствено след това училищната сграда била взета за казармено помещение. Възпитаници на училището са участвали в Отечествената война. От тях Станко Христов Станков, Христо Ганчев Балджиев и Пейко Стоянов Манов са останали на бойните полета по пътя на Трети украински фронт. В първите десетина години след 1944 г. са се сменили доста учители в училището. Назначени са Цветана Василева, Гичка Шишкова в начален курс, Иван Георгиев Василев – в прогимназиален курс. Дългогодишни учители са Мария Нанева Стоянова и Христо Генов Костадинов. До 1956 г. директор на училището е Иван Тодоров. След пенсионирането му е назначен Гени Илиев Александров. Две години по-късно директор е Стоян Йонков от с. Розовец, назначени са и двама нови начални учители – Вълка Стойкова и Иван Божков. През този период наред с учебната дейност се отделя голямо внимание за обогатяване на материалната база. Нови положителни изменения в училището настъпват с назначаването за директор на Богдан Гешев от с. Веригово и на учителите Васил Неделчев и Андрей Андреев. Под ръководството на Гешев са обзаведени кабинети по физика и математика. През учебната 1961/62 г. директор става Пенчо Чомаков. Организира се общежитие за учениците от с. Сърнегор, които са преместени в с. Стрелци поради окрупняване на училищната мрежа. Разкрива се ученически стол. Нова придобивка е откриването на вечерна прогимназия, в която завършват над 80 жители на селото. През месец май 1961 г. започва строежът на нова училищна сграда. Старото училище, отдавна неудобно с малките си размери и двусменно обучение, трябва да отстъпи място на нова, съвременна сграда. Голяма заслуга за изграждането на новото училище има тогавашният началник на отдел „Народна просвета“ в гр. Пловдив Жеко Генов и председател на Народния съвет Кольо Рангелов. От 1 октомври на учебната 1962/63 г. заниманията се водят в новата училищна сграда. През 1969 г. в селото се открива болничен филиал към Окръжна болница – гр. Пловдив за лечение на деца с белодробни заболявания, с което се увеличава броя на учениците в училището. Детската болница функционира до лятото на 2006 година. През 1972 г. директор става Стефан Стефанов. Под негово ръководство се извършва ремонт на училищната сграда – две от стаите се приспособяват за физкултурен салон, обзаведен с необходимите спортни съоръжения. Продължава дейността по осигуряването на оптимални условия за учебно-възпитателна дейност и за укрепване на физическата дееспособност на учениците. През същата година учебно-опитният участък за обучение по селско стопанство е преместен в двора на училището, което осигурява ползотворно обучение и практика. За обогатяване на материалната база по това време особени заслуги има и учителят Рангел Георгиев. От 1975 г. директор на училището е Пенко Мръвков. Продължава работата по преустройството на старата училищна сграда с цел откриване и на целодневна детска градина и през януари 1976 г. са приети първите деца. Пръв директор е Катя Гешева, под чието ръководство се прави всичко необходимо за нормална възпитателна дейност. През този период работят дългогодишните учители Ана Димитрова, Ана Рачева, Райна Чомакова, Стайка Ботевска и др. Назначени са Лиляна Ставрева, Светлана Тенова, Димитрия Паскалева, Димитрина Тачева, Десислава Бориславова, Величка Ангелова, Койка Николова. От края на 1996 г. директор на училището е Нина Пацева. Учителският колектив през юбилейната 2008 година е от: Нина Пацева, Румяна Георгиева, Десислава Бориславова, Румяна Тодорова, Димитрия Паскалева, Димитрина Тачева, Величка Ангелова, Светлана Тенова, Стайка Ботевска, Ганка Христова, Димитър Гачев, Евгения Демерджиева и Недялка Кочанова. Нови педагогически специалисти са Светлана Борукова, Ваня Иванова и Недялка Кочанова. Обслужващ персонал са: Иванка Вълева, Тодорка Костадинова, Иванка Иванова и Георги Узунов. За подпомагане на връзката между учители и родители и по-пълноценното осъществяване на образователна интеграция на ученици от ромската общност, към училището работи Анка Ангелова – обществен възпитател. През учебна 2007 – 2008 година в нашето училище се учат 100 ученика, като голяма част от тях са от с. Бегово. А през учебната 2010 – 2011 година вече са 116 и 12 ученика СФО. Имаме лекарски кабинет, който се обслужва от Елена Давидова. Училището разполага с осем класни стаи и физкултурен салон. От 3 години в училището функционира компютърен кабинет, а от лятото на 2007 г. имаме и интернет. Кабинетът е оборудван с 14 компютъра, скенер, цветен принтер, лазерен принтер, копир, факс, цифров фотоапарат, синтезатор и DVD система. В училището се изучават английски и руски език. Усилията на учителския колектив са насочени към набирането и задържането на ученици, за създаване на положителна училищна мотивация, към създаване на богата извънучилищна дейност. Учениците с радост участват в организираните тържества, благотворителни акции, спортни празници, озеленяване на училищния двор, посещения на музеи, театрални постановки, екскурзии, лагери… Учителите се стремят да предоставят равни възможности на всички ученици. За обогатяване на материалната база и развитието на извънкласната дейност, учителите пишат и печелят проекти. По проекта „Училището – желана територия на ученика“ бе създаден СИП „Фолклор на етносите“, в които участват почти всички ученици от начален етап. По проекта по 129 ПМС за развитие на ФВС бе обогатена материалната база на физкултурния салон, по проекта на Министерството на културата училищната библиотека бе обогатена с книги на стойност 500 лв. Господин Гачев ръководи СИП „Приложна дърворезба“. Учители и ученици активно участват в мероприятия на училищно, общинско, областно и национално ниво с цел да повишат престижа на любимото ни училище.

## Културни и природни забележителности
Има паметник в центъра на селото, 230-годишен дъб между училището и реката.

## Редовни събития
Има един традиционен събор, който се провежда септември месец.

## Личности

### Родени в Стрелци
- АЛЕКСАНДЪР ТОДОРОВ КОЕВ – народен представител от БЗНС (1922 – 1923 г.) и Окръжен управител в гр. Пловдив.
- Петър Константинов Коев – народен представител; окръжен управител; главен секретар на Министерството на финансите.
- Никола Петров Николов – секретар на Народното събрание и на Министерския съвет.
- Иван Александров Коев – зам. министър на пощите и съобщенията.
- Георги ГЪРДЕВ Мичев – актьор.
- Кольо Витковски (1925 – 1999), български художник.
- Христо Минков Кафтански – цирков артист, илюзионист, пародист, музикант и художник.
- Иван Димитров Стаматов – ст.н.с., д-р на селскостопанските науки.
- проф. д-р Пейо Иванов Пеев.
- Божидар Славов (1940 – 2000), поет, автор на първия самиздат в България.

## Други
През 2005 година е създаден футболен отбор, наречен „Елегант“ Стрелци, но през 2006 година се премества в гр. Хисаря.
През 2013 г. е създаден „Урожай“.